# Округ Каролајн (Мериленд)
Каролајн (енгл. Caroline County) је округ у америчкој савезној држави Мериленд.

## Демографија
По попису из 2010. године број становника је 33.066, што је 3.294 (11,1%) становника више него 2000. године.
| Група             | 2000.          | 2010.          |
| Белци             | 24.029 (80,7%) | 25.853 (78,2%) |
| Афроамериканци    | 4.398 (14,8%)  | 4.585 (13,9%)  |
| Азијати           | 163 (0,5%)     | 188 (0,6%)     |
| Хиспаноамериканци | 789 (2,7%)     | 1.816 (5,5%)   |
| Укупно            | 29.772         | 33.066         |